# Wales (Massachusetts)
Wales é uma vila localizada no condado de Hampden no estado estadounidense de Massachusetts. No Censo de 2010 tinha uma população de 1.838 habitantes e uma densidade populacional de 44,46 pessoas por km².

## Geografia
Wales encontra-se localizado nas coordenadas 42° 03′ 41″ N, 72° 14′ 04″ O. Segundo o Departamento do Censo dos Estados Unidos, Wales tem uma superfície total de 41.34 km², da qual 40.74 km² correspondem a terra firme e (1.45%) 0.6 km² é água.

## Demografia
Segundo o censo de 2010, tinha 1.838 pessoas residindo em Wales. A densidade populacional era de 44,46 hab./km². Dos 1.838 habitantes, Wales estava composto pelo 96.74% brancos, o 0.92% eram afroamericanos, o 0.22% eram amerindios, o 0.16% eram asiáticos, o 0% eram insulares do Pacífico, o 0.44% eram de outras raças e o 1.52% pertenciam a duas ou mais raças. Do total da população o 1.58% eram hispanos ou latinos de qualquer raça.